# Pycnostachys
Pycnostachys  é um gênero botânico da família Lamiaceae

## Espécies
Formado por 81 espécies:
Pycnostachys abyssinica Pycnostachys affinis Pycnostachys albido
Pycnostachys angolensis Pycnostachys ballotoides Pycnostachys batesii
Pycnostachys bequaerti Pycnostachys bowalensis Pycnostachys brevipetiolata
Pycnostachys bussei Pycnostachys butaguensis Pycnostachys carigensis
Pycnostachys chevalieri Pycnostachys cinerascens Pycnostachys clinodon
Pycnostachys congensis Pycnostachys coerulea Pycnostachys cyanea
Pycnostachys dawei Pycnostachys de Pycnostachys decussata
Pycnostachys deflexifolia Pycnostachys descampsii Pycnostachys elliotii
Pycnostachys emini Pycnostachys erici Pycnostachys goetzenii
Pycnostachys gracilis Pycnostachys graminifolia Pycnostachys hanningtonii
Pycnostachys holophylla Pycnostachys intermedia Pycnostachys kassneri
Pycnostachys kaessneri Pycnostachys kirkii Pycnostachys lavanduloides
Pycnostachys leptophylla Pycnostachys lindblomii Pycnostachys linifolia
Pycnostachys longebracteata Pycnostachys longiacuminata Pycnostachys longifolia
Pycnostachys mausaensis Pycnostachys meyeri Pycnostachys micrantha
Pycnostachys mildbraedii Pycnostachys nepetaefolia Pycnostachys niamniamensis
Pycnostachys oblongifolia Pycnostachys orthodonta Pycnostachys ovoideo
Pycnostachys pallide Pycnostachys parvifolia Pycnostachys perkinsii
Pycnostachys petherickii Pycnostachys prittwitzii Pycnostachys pseudospeciosa
Pycnostachys pubescens Pycnostachys purpurascens Pycnostachys recurvata
Pycnostachys remotifolia Pycnostachys reticulata Pycnostachys robynsi
Pycnostachys rotundato Pycnostachys ruandensis Pycnostachys ruwenzoriensis
Pycnostachys schlechteri Pycnostachys schliebenii Pycnostachys schweinfurthii
Pycnostachys speciosa Pycnostachys sphaerocephala Pycnostachys stenostachys
Pycnostachys stuhlmannii Pycnostachys togoensis Pycnostachys uliginosa
Pycnostachys umbrosa Pycnostachys urticifolia Pycnostachys verticillata
Pycnostachys volkensii Pycnostachys vulcanicola Pycnostachys whytei